# Њижни Мирошов
Њижни Мирошов (слч. Nižný Mirošov) насељено је мјесто са административним статусом сеоске општине (слч. obec) у округу Свидњик, у Прешовском крају, Словачка Република.

## Становништво
| Година:    | 1994. | 2004.    | 2014.   | 2024.   |
| ---------- | ----- | -------- | ------- | ------- |
| Број људи: | 220   | 257      | 258     | 265     |
| Разлика:   |       | +16,81 % | +0,38 % | +2,71 % |

| Година:    | 2023. | 2024.   |
| ---------- | ----- | ------- |
| Број људи: | 259   | 265     |
| Разлика:   |       | +2,31 % |

Према подацима о броју становника из 2024. године насеље је имало 265 становника.